# Stockberg (Kanton St. Gallen)

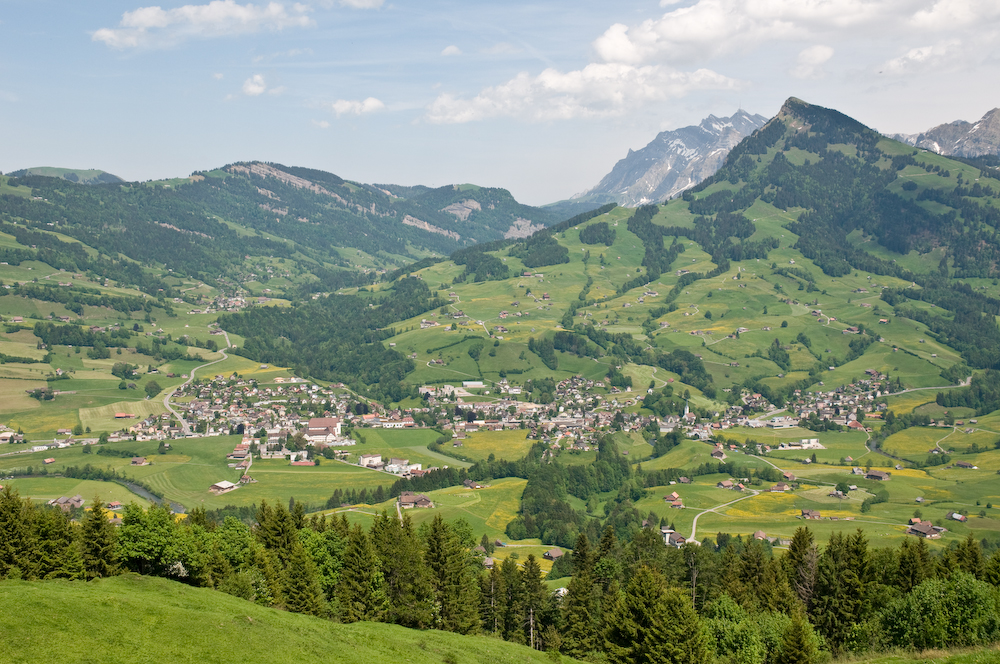
Der Stockberg (rechts, grün). Zu seiner Linken im Hintergrund der Säntis. Knapp rechts der Bildmitte die Ortschaft Nesslau

Der Stockberg ist ein 1781 m ü. M. hoher Berg in Nesslau im Schweizer Kanton St. Gallen.

## Geografie
Bei Nesslau im Toggenburg mündet die Luteren in die Thur. Dies zeigen im Ortswappen zwei stilisierte Flussläufe. Der Stockberg steht auf Nesslauer Boden zwischen den beiden Gewässern. Von der nahen nördlichsten Kette des Alpstein-Gebirges mit dem Säntis ist er durch einen Geländeeinschnitt deutlich abgetrennt. Durch seine isolierte Stellung fällt der Stockberg besonders auf.

## Gipfel
Auf dem höchsten Punkt des Stockbergs steht ein Gipfelkreuz. Von hier zieht sich ein Pfad auf dem Grat 400 Meter weit nach Osten zu einem etwas tieferen Punkt. Bergwanderer müssen in diesem Abschnitt vorsichtig sein, nach Norden fällt die durch markante Horizontalbänder gegliederte Wand des Berges praktisch senkrecht ab. Nur Kletterern zugänglich ist der nahe Chli Stockberg auf 1597 m ü. M.

## Zustieg
Von Nesslau, als dessen Hausberg der Stockberg gilt, erreicht man den Gipfel via Hagisegg und Amsler. Vom etwas höher an der Thur gelegenen Stein führt der Weg zum Risipass und weiter zur Stockneregg. Dort kommen beide Routen zusammen. Eine dritte Aufstiegsvariante ist die vom Tal der Luteren und der Schwägalp zum Risipass und zur Stockneregg.

Der Stockberg auf einer Luftaufnahme des Schweizer Flugpioniers Walter Mittelholzer, 1919

## Panorama
Vom Stockberg sieht man unter anderem folgende Berge (Aufzählung im Uhrzeigersinn mit Start vom Säntis nach Osten): Säntis, Altmann, Lütispitz, Schesaplana, Churfirsten, Leistchamm, Hausstock, Piz Urlaun, Tödi, Glärnisch, Wiggis, Rautispitz, Finsteraarhorn, Titlis, Speer, Tomlishorn, Rigi, Napf, Höhronen, Etzel, Mont Racine, Chasseral, Hasenmatt, Wisenberg, Bachtel, Lägern, Grand Ballon, Stadlerberg, Irchel, Feldberg, Hoher Randen, Hohentwiel, Hochalp, Kronberg.

## Namensdeutung
Zum Namen des St. Galler Stockbergs gibt es auf der wissenschaftlich orientierten Webseite ortsnamen.ch zwei Deutungen. «Stock» kann demnach einen «aufgeschichteten Haufen» bezeichnen, was zum geologischen Bau und zur Gestalt des Berges passen würde. «Stock» sei aber auch, heisst es auf der Webseite, ein «Rodungsname», der sich auf das Ausstocken der Stöcke, das Ausreissen von Baumstrünken, bezieht.

## Gleichnamige Berge
Ebenfalls «Stockberg» heissen:
- ein Berg über dem oberen Zürichsee im Kanton Schwyz
- eine Alpfläche am Gitschenberg oberhalb von Seedorf im Kanton Uri
- eine Alpfläche beim Kilcherberg oberhalb von Silenen im Kanton Uri